# 2-й Сибирский армейский корпус
2-й Сибирский армейский корпус — корпус русской императорской армии.

## Состав
Входил в состав Иркутского военного округа. Состав на 18 июля 1914 года:
- 4-я Сибирская стрелковая дивизия
  - 1-я бригада
    - 13-й Сибирский стрелковый полк — праздник — 23 ноября, старшинство — 10.09.1890, дислокация на 1914 год — Чита (военгородок Песчанка)
    - 14-й Сибирский стрелковый полк — праздник — 6 августа, старшинство — 10.04.1886, дислокация на 1914 год — Сретенск

  - 2-я бригада
    - 15-й Сибирский стрелковый полк — праздник — 6 декабря, старшинство — 03.07.1892, дислокация на 1914 год — Даурия
    - 16-й Сибирский стрелковый полк — праздник — 8 ноября, старшинство — 20.06.1854, дислокация на 1914 год — Даурия

  - 4-я Сибирская стрелковая артиллерийская бригада
- 5-я Сибирская стрелковая дивизия
  - 1-я бригада (5-я Сибирская стрелковая дивизия)
    - 17-й Сибирский стрелковый полк
    - 18-й Сибирский стрелковый полк — праздник — 8 ноября, старшинство — 7.05.1880, дислокация на 1.02.1913 — Берёзовка близ Верхнеудинска

  - 2-я бригада
    - 19-й Сибирский стрелковый полк
    - 20-й Сибирский стрелковый полк

  - 5-я Сибирская стрелковая артиллерийская бригада
- Забайкальская казачья бригада
  - 1-й Аргунский казачий полк
  - 1-й Верхнеудинский казачий полк
  - 1-й Читинский казачий полк
- 2-й Сибирский мортирно-артиллерийский дивизион
- 1-й Сибирский тяжёлый артиллерийский дивизион
- 2-й Сибирский сапёрный батальон
- 2-й Сибирский понтонный батальон

## Действия[1]
2-й Сибирский армейский корпус первоначально действовал с сентября 1914 года в составе 10-й армии Северо-Западного фронта. С февраля 1915 в составе 12-й армии, в июле—августе 1915 — в составе 3-й армии; в августе 1915 — феврале 1916 и июле 1916 — декабре 1917 — в составе 12-й армии (Северного фронта); в феврале—марте 1916 — в составе 2-й армии (Западного фронта); в марте—апреле 1916 — в состав 5-й армии; в мае-июле 1916 — в составе 1-й армии.
Корпус принял участие в Варшавском сражении в последних числах сентября 1914 года, в ходе которого понёс существенные потери. За бой 27 сентября под Гройцами был награждён орденом Святого Георгия 3-й степени командир 16-го Сибирского стрелкового полка полковник С. М. Рожанский (посмертно), атаковавший неприятеля с последними 50 оставшимися у него стрелками.
Корпус — активный участник Красноставского сражения , а также Люблин-Холмского сражения в июле 1915 г. Сражался в Нарочской операции 1916 г. Части корпуса приняли участие в наступлении на Бауск в июле 1916 г., сражались в Рижской операции 1917 г.

## Командиры
- 31.07.1900-14.04.1901 — генерал-лейтенант барон Каульбарс, Александр Васильевич
- 25.04.1901-02.11.1902 — генерал-лейтенант барон Штакельберг, Георгий Карлович
- 01.07.1903-1906 — генерал-лейтенант Засулич, Михаил Иванович
- 09.06.1906-28.07.1908 — генерал-лейтенант (с 13.04.1908 генерал от инфантерии) Смирнов, Владимир Васильевич
- 14.08.1908-08.02.1914 — генерал-лейтенант (с 06.12.1913 генерал от артиллерии) Алиев, Эрис Хан Султан Гирей
- 08.02.1914-08.05.1915 — генерал-лейтенант (с 06.12.1914 генерал от инфантерии) Сычевский, Аркадий Валерианович
- 08.05.1915-03.06.1915 — генерал-лейтенант Лисовский, Николай Яковлевич
- 03.06.1915-11.10.1915 — генерал от инфантерии Радко-Дмитриев, Радко Дмитриевич
- 20.10.1915-31.03.1917 — генерал-лейтенант Гандурин, Иван Константинович
- 06.04.1917-17.07.1917 — генерал-лейтенант Триковский, Николай Семёнович
- 06.1917 — генерал-лейтенант Новицкий, Василий Фёдорович